# Receptief veld
Het receptief veld is de kleinste oppervlakte ter hoogte van de huid waarbinnen men prikkels van elkaar kan onderscheiden. Hoe groter zo'n oppervlakte, hoe moeilijker het is om een prikkel op te merken, dus hoe minder fijn de tastzin en dus de sensibiliteit is. Het receptieve veld van een sensorisch neuron is het gebied in de ruimte waarin een aangeboden prikkel leidt tot een verandering in de vuurfrequentie van dat neuron. Eenvoudiger gesteld, dat deel van de ruimte dat een zenuwcel kan waarnemen. Receptieve velden zijn vastgesteld voor het auditief systeem, tastsysteem en visueel systeem. Binnen het auditieve systeem wordt het receptieve veld bepaald door de omvang van de geluidsruimte, of het frequentiegebied van de geluidsprikkel. Binnen het tastsysteem zijn receptieve velden segmenten van de huid of inwendige organen. Binnen het visuele systeem is het gezichtsveld een gebied in de visuele ruimte. Hier zijn receptieve velden vastgesteld voor verschillende stations van het visuele systeem, zoals het netvlies, het corpus geniculatum laterale en de visuele schors.